# Heinrich von Tiedemann

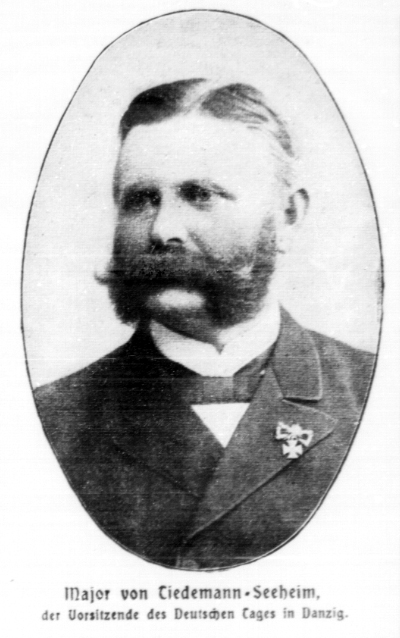
Heinrich von Tiedemann

Heinrich von Tiedemann (1840-1922) foi um político prussiano, co-fundador da Sociedade Alemã das Marcas Orientais.
Tiedemann nasceu em Dembogorsch (Dębogórze, Polônia) e morreu em Berlim.